# 新克利
新 克利（あたらし かつとし、1940年〈昭和15年〉12月4日 - ）は、日本の俳優・声優。

## 来歴・人物
東京市に鳶職の子として生まれる。
都立三田高校を卒業後、1959年に法政大学法学部に進むも2年で中退。
俳優座養成所に13期生として入所し、1964年3月の卒業と同時に団員となる。
1968年、『肝っ玉かあさん』に医師役で初のテレビドラマレギュラー出演を果たして人気を獲得。
石井ふく子プロデュース作品に常連出演し、誠実なイメージの役が多かっただけに、一部週刊誌で長山藍子との不倫スキャンダルが報じられて以降、出演が減った。
『必殺仕置屋稼業』の印玄役も当たり役であり、悪人を屋根から突き飛ばす際に悪人が言う「止めて！ 助けて！」は当時流行した。
声質が関口宏に似ており、関口の兄と間違われたことがあったという。

## 出演

### テレビドラマ
- 秘密指令883（フジテレビ / 大映テレビ室）
- 正塚の婆さん（1963年、TBS）
- 剣（1964年、TBS）
- 陽のあたる坂道（1965年、TBS）
- 大河ドラマ（NHK）
  - 太閤記（1965年） - 加藤清正
  - 竜馬がゆく（1968年） - 中岡慎太郎
  - 獅子の時代（1980年） - 榎本武揚
  - 炎立つ（1993年 - 1994年） - 清原武則
- 山のかなたに（1966年、日本テレビ） - 志村高一
- 犬と麻ちゃん（1969年、NET） - 宇井
- 恋愛術入門 第15話「飛んで来た花嫁」（1971年1月31日、TBS / 国際放映） - 立原シンジ
- 火曜日の女シリーズ クラスメート -高校生ブルース-（1971年、日本テレビ） - 原口刑事
- 遠山の金さん捕物帳 第34話「桜吹雪の散る男」（1971年、NET / 東映） - 松田陣蔵
- 大忠臣蔵（1971年、NET / 三船プロ） - 不破数右衛門
- 大岡越前（TBS / C.A.L）
  - 第3部 第17話「天下一番の悪い奴」（1972年10月9日） - 捨八
  - 第15部 第21話「疑惑の恩人」（1999年2月8日） - 勘助
- 水戸黄門（TBS / C.A.L）
  - 第4部 第4話「鬼と呼ばれた娘・三国峠」（1973年2月12日） - 小向蔵人
  - 第6部 第12話「宍戸湖慕情・松江」（1975年6月16日） - 鏑木行蔵
  - 第7部 第30話「おふくろさまは山びこ・上田」（1976年12月13日） - 酉三
  - 第24部 第4話「愛を引き裂く八丁味噌・岡崎」（1995年10月9日） - 額田屋孝右衛門
  - 第26部 第4話「芝居で結んだ親子の絆・三次」（1998年3月2日） - 万助
  - 第27部 第12話「津軽の飴は友の味」（1999年6月6日） -  津軽屋弥兵衛
  - 第30部 第17話「二枚目助さん女難の相・倉敷」（2002年5月6日） - 仁兵衛
- ありがとう 第3部（1973年 - 1974年、TBS / テレパック） - 木下行司
- 剣客商売 第22話「明日への旅立ち」（1973年、フジテレビ / 俳優座 / 東宝） - 浅岡鉄之助
- 必殺シリーズ（朝日放送 / 松竹）
  - 暗闇仕留人 第11話「惚れて候」（1974年） - 弥太
  - 必殺仕置屋稼業（1975年） - 印玄
- 大江戸捜査網 第165話「かわら版武士道」（1974年、東京12チャンネル / 三船プロ） - 高城半四郎
- 幡随院長兵衛 第24話「哀しい女」（1974年、MBS / 東宝） - 伊助
- 日本沈没 第15話（1975年、TBS） - 浜岡
- 座頭市物語 第25話「渡世人」（1975年、フジテレビ / 勝プロ） - 三ツ木の銀平
- 鬼平犯科帳（1975年、NET / 東宝） - 小房の粂八
- 長崎犯科帳（1975年、日本テレビ / ユニオン映画） - 加田宇太郎
- はじめまして（1975年、TBS / テレパック） - 大城三十六
- 新宿警察 第7話「帰らざる街」（1975年、フジテレビ / 東映）
- ポーラテレビ小説 さかなちゃん（1976年 - 1977年、TBS） - 水田
- 三男三女婿一匹 第1シリーズ（1976年 - 1977年） - 桂啓介
- 海は甦える（1977年、TBS） - 加藤寛治
- ライオン奥様劇場「妻の日の愛のかたみに」（1976年、フジテレビ / NMC） - 北川幸男
- 華麗なる刑事（1977年、フジテレビ / 東宝） - 田島大作刑事
- 新幹線公安官 第9話「八枚の名刺を割れ」（1977年、テレビ朝日 / 東映） - 大沢武
- 破れ奉行 第38話「深川奉行危機一髪PART-II」（1977年、テレビ朝日 / 中村プロ） - 正木清左衛門
- Gメン'75　第131話「少女餓死」（1977年、TBS）−稲葉警部補（警視庁宮坂署）
- 東芝日曜劇場「松本清張おんなシリーズ・記憶」（1978年、TBS） - 平井貞夫
- 特捜最前線 第126話「姿なき誘拐魔」（1979年、テレビ朝日 / 東映）
- ダンプかあちゃん（1980年、TBS）
- 青い絶唱（1980年、TBS）
- 土曜ナナハン学園危機一髪「グッバイ・ミュージック・メイト」（1980年9月27日、CX） - 島村清
- 時代劇スペシャル （CX）
  - 日本犯科帳・隠密奉行シリーズ（1981年 - 1982年） - 真鍋平太郎
  - 秘境黄金谷の決闘（1983年）- 孫市
- 出逢い（1981年、TBS）
- 鬼平犯科帳 第2シリーズ 第13話「助太刀」（1981年、テレビ朝日 / 東宝） - 市口又十郎
- 土曜ワイド劇場（ANB）
  - 「松本清張の地方紙を買う女」（1981年、東映）
  - 「3DKの通り魔」（1981年）
  - 「家政婦は見た!15」（1996年） - 大田垣輝夫
- 暴れん坊将軍（テレビ朝日  / 東映）
  - 吉宗評判記 暴れん坊将軍 第186話「男なみだの恋太鼓」（1981年） - 馬吉
  - 暴れん坊将軍II
    - 第82話「やわら武士道日本晴れ!」（1984年） - 岩田半五郎
    - 第136話「おやこ鷹 師走の哀歌!」（1985年） - 峰山忠兵衛

  - 暴れん坊将軍IV 第56話「誇り高き逃亡者!」（1992年） - 松木伊右衛門
  - 暴れん坊将軍VIII 第8話「怒りの吉宗 棺おけの中の策略」（1997年） - 大島屋文右衛門
  - 暴れん坊将軍IX 第4話「哀れ! 身売り娘を生む参勤交代」（1998年） - 垣見五郎太
- 花王 愛の劇場「流れる星は生きている」（1982年、TBS）
- ザ・サスペンス「温情判事」（1982年、TBS） - 山根刑事
- ああ離婚（1982年、TBS）
- 海にかける虹〜山本五十六と日本海軍（1983年、TX） - 堀悌吉
- めだかの歌（1983年、TBS）
- 大奥 第30話「ある夜の美女軍団」（1983年、関西テレビ / 東映） - 藤太
- ニュードキュメンタリードラマ昭和 松本清張事件にせまる 第3回「焼跡のクリスマス 戦後を駆けぬけた男」（1984年4月26日、テレビ朝日 / 松竹） - 安藤明
- 月曜ワイド劇場（ANB）
  - 「母の誤算」（1984年2月6日）
  - 「京都人形寺殺人事件」（1985年）
- 火曜サスペンス劇場（日本テレビ）
  - 「連鎖寄生眷属」（1984年） - 秋村孝平
  - 「女検事・霞夕子」（1985 - 1993年） - 霞正一
  - 「浅見光彦ミステリー6」（1989年） - 佐橋忠緒
  - 「女弁護士・高林鮎子21」（1997年） - 滝沢周造
  - 「松本清張スペシャル・中央流沙」（1998年） - 藤村事務官
  - 「小京都ミステリー23」（1998年） - 丸山康夫
  - 「地方記者・立花陽介20」（2003年） - 坂本雄二
  - 「監察医・室生亜季子33」（2003年） - 櫻井静夫
  - 「監察医・室生亜季子36」（2005年） - 吉田教授
- 武蔵坊弁慶（1986年、NHK） - 新宮十郎
- このこ誰の子?（1986年10月-1987年3月、フジテレビ / 大映テレビ） - 進藤宗次郎の父
- 京都サスペンス「京都夏祭り殺人事件」（1988年10月3日、関西テレビ / 東宝） - 刑事
- ご存知!旗本退屈男II 「薩摩に倒幕の謀反!謎の南蛮船と能面武士の密書!!」（1988年12月29日、テレビ朝日 / 東映）- 大目付内藤
- 結婚の条件（1989年、TBS）
- 明日さがし（1990年、TBS）
- 水曜ドラマ マダム・りん子の事件帖（1991年、NHK） -徳升友亀
- 素晴らしきかな人生（1993年、フジテレビ）
- さすらい刑事旅情編VI 第5話「カゴ抜け詐欺の女!?不倫旅行」（1993年）
- 春よ、来い（1994年 - 1995年、NHK）
- 銭形平次 第4シリーズ 第9話「殺しの絵図」（1994年、フジテレビ） - 神永蔵人
- 21歳の別離〜中堀由希子・白血病とのたたかいに青春をかけて〜（1994年、MBS）
- 名奉行 遠山の金さん 第7シリーズ 第7話「投げ縄殺人!忍びをあやつる男」（1995年、テレビ朝日 / 東映） - 桜田小兵衛＝般若の辰五郎
- 将軍の隠密！影十八 最終回「女の意地・ワイロのからくり、闇裁き」（1996年、テレビ朝日 / 東映） - 夷屋庄左衛門
- はぐれ刑事純情派（テレビ朝日 / 東映）
  - 第10シリーズ 第19話「婚約解消の花嫁!?死の口止め料」（1997年）
  - 第14シリーズ 第1話「安浦刑事を愛した女 東京〜倉敷〜瀬戸内、空白の28年…危険な再会！」（2001年） - 住職佐々木
  - 第15シリーズ 第1話「伊勢志摩、真珠の海に消えたふたりの女 瞼の母は殺人犯!?」（2002年） - 愛知県東警察署刑事課長
- 鬼平犯科帳 第8シリーズ 第8話「影法師」（1998年、フジテレビ） - 塩井戸の捨八
- 恋愛結婚の法則（1999年、フジテレビ）
- 独身生活（1999年、TBS）
- 平成夫婦茶碗（2000年、日本テレビ）
- 忠臣蔵1/47（2001年、フジテレビ）
- オヤジ探偵 第2話 (2001年、テレビ朝日)
- おとうさん（2002年、TBS）
- 水曜女と愛とミステリー（TX）
  - 　嘱託刑事・小山田昭平「旅路の果て」（2001年） - 探偵事務所所長役
  - 「女難記者・浦上伸介特ダネ事件ファイル2」（2002年） - 山崎雅雄
  - 「さすらい署長 風間昭平1」（2003年） - 小向源吾
- こちら本池上署（2003年） - 立花厳
- 銭形平次 第1シリーズ 第5話「予告殺人！生前葬に隠された罠」（2004年、テレビ朝日 / 東映） - 上総屋太平
- 輝く女のシリーズ(4) ダイエットの女王　鈴木その子　母過食で死す！息子も拒食症で亡くした母の想い…美白の教祖ベストセラー「やせたい人は食べなさい」無名の主婦が億万長者になった (2006年、NTV)
- 京都地検の女 第4シリーズ 第6話「刑務所に入りたがる女! 桔梗の花が暴く殺意!!」（2007年、テレビ朝日）

### 映画
- 日本仁侠伝 血祭り喧嘩状（1966年、日活） - 式村憲兵大尉
- おゆきさん（1966年、日活） - 川田
- 恋のハイウェイ（1967年、日活） - 柳金次郎
- 白昼堂々（1968年、松竹） - 寺井刑事
- 悪魔が呼んでいる（1970年、東宝） - 浦辺
- おさな妻（1970年、大映） - 吉川
- 幻の殺意（1971年、東宝） - 川口先生
- 愛と死（1971年、松竹） - 大宮雄二
- あゝ声なき友（1972年、松竹） - 羽鳥良助
- 塩狩峠（1973年、松竹） - 三堀峰吉
- 続人間革命（1976年、東宝） - 山中検事
- 八甲田山（1977年、東宝） - 江藤伍長
- 惑星大戦争（1977年、東宝） - 三笠忠[4][3]
- 季節風（1977年、松竹） - 浩一
- 兎の眼（1979年、共同映画） - 足立先生
- 二百三高地（1980年、東映） - 相野田是三
- 226（1989年、松竹富士） - 武藤章
- 誘拐（1997年、東宝） - 折田英正
- 大安に仏滅!?（1998年、東映） - 沢井庄一
- アイ・ラヴ・ユー（1999年、「アイ・ラヴ・ユー」製作上映委員会他） - 今野宏
- 陽はまた昇る（2002年、東映） - 宮下茂夫

### 舞台
- 愛の眼鏡は色ガラス（1973年、西武劇場オープニング記念公演・安部公房スタジオ公演） - 首吊り男
- おたふく物語
- 12人の怒れる男たち
- グッド・ドクター
- 結婚する手続き（名鉄ホール / 共演：長山藍子、山岡久乃、野村真美、香川照之）
- 女の遺産
- マギーの決断
- 島倉千代子特別公演「流れに咲いた花　悲恋維新の詩（うた）」
- 森進一特別公演「坊っちゃん」（夏目漱石原作）

### 吹き替え
- アラビアのロレンス（アリ：オマー・シャリフ）
- キングコング（ジャック・プレスコット：ジェフ・ブリッジス）
- 刑事コロンボ 闘牛士の栄光（サンチェス警部：ペドロ・アルメンダリス・Jr）
- 西部二人組（ジョシュア・スミス〈ハンニバル・ヘイズ〉：ピート・デュエル）
- ジェット機奪回指令（サム・ロリンズ：ピート・デュエル）
- 戦闘機対戦車（カルペッパー中尉：ダグ・マクルーア）
- 戦う若者たち（エディ・タウラー軍曹：シドニー・ポワチエ）
- 夜の大捜査線（ヴァージル・ティッブス：シドニー・ポワチエ）

### CM
- ゼネラル石油(1972年)
- 日産自動車「熱血業界宣言」シリーズ